# Einav
Einav (en hebreo: עינב) es un asentamiento israelí organizado como un asentamiento comunitario, el municipio está ubicado en el norte de Cisjordania. La población está situada en la carretera 57 entre los asentamientos de Avnei Hefetz y Shavei Shomron. La comunidad sionista religiosa y judía ortodoxa, se encuentra dentro de la jurisdicción regional del Concejo Regional de Samaria. El asentamiento fue establecido en 1981 con la asistencia de la organización de colonos Amana. La población en 2017 tenía una población de 800 habitantes. El nombre del pueblo viene a recordar los viñedos que solían ser una característica de las áreas circundantes, y de la cercana ciudad palestina de Anabta. La comunidad internacional considera que los asentamientos israelíes ubicados en la Cisjordania ocupada por Israel son ilegales, según el derecho internacional, pero el gobierno israelí no está de acuerdo con esta opinión.